# Stenungsund (gemeente)
Stenungsund is een Zweedse gemeente in Bohuslän. De gemeente behoort tot de provincie Västra Götalands län. Ze heeft een totale oppervlakte van 303,1 km² en telde 22.742 inwoners in 2004.

## Plaatsen
- Stenungsund (plaats)
- Stora Höga
- Jörlanda
- Hallerna
- Aröd en Timmervik
- Ödsmål
- Starrkärr en Näs
- Svenshögen
- Strandnorum
- Ucklum
- Stenungsön
- Svartehallen
- Kullen en Dyrtorp
- Rödmyren en deel van Röd
- Kåkenäs en Nösnäs
- Grössbyn
- Brålanda (westelijk deel)
- Spekeröd
- Vulseröd
- Gilltorp (noordelijk deel)
- Talbo (noordelijk deel)

## Geboren
- Ann-Britt Leyman (1922), atlete